# Laureano de Torres y Ayala
Pour les articles homonymes, voir Ayala.
Laureano de Torres y Ayala, né en 1645 ou 1649 à Séville et mort en 1722 à La Havane, est un soldat et gouverneur espagnol. Il est gouverneur colonial de Floride de 1693 à 1699 et gouverneur de Cuba de 1707 à 1711 puis de 1713 à 1716.
Il vécut pendant l'âge d'or de la piraterie, au XVIIIe siècle.

## Dans la culture populaire
Il est l'antagoniste principal du jeu-vidéo Assassin's Creed IV: Black Flag où il est templier. Il se fera tuer par le héros principal du jeu-vidéo, Edward Kenway, dans la dernière mission en 1721 dans une île mystérieuse qui se trouve dans les Caraïbes.